# كريستوفر روبرتو أورتيغا
كريستوفر روبرتو أورتيغا (بالإسبانية: Christopher Roberto Ortega)‏ (4 مارس 1986 بمدينة مكسيكو في المكسيك - ) هو لاعب كرة قدم مكسيكي في مركز الوسط. لعب مع نادي أمريكا.

## وصلات خارجية
- كريستوفر روبرتو أورتيغا على موقع قاعدة بيانات كرة القدم.إي يو (الإنجليزية)